# Ровне
Ровне або Рівне (словац. Rovné) — село в Словаччині, Гуменському окрузі Пряшівського краю. Розташоване в північно—східній частині Словаччини в південній частині Низьких Бескидів в долині р. Удави.

## Історія
Давнє лемківське село. Уперше згадується у 1567 році.
У 1880 р. село належало до комітату Шарош, було 479 жителів (русинів).
У селі є римо-католицький костел Різдва Діви Марії.

## Населення
| Рік:            | 1993 | 2003    | 2013    | 2023    |
| --------------- | ---- | ------- | ------- | ------- |
| Кількість осіб: | 476  | 478     | 448     | 465     |
| Різниця:        |      | +0,42 % | -6,27 % | +3,79 % |

| Рік:            | 2022 | 2023    |
| --------------- | ---- | ------- |
| Кількість осіб: | 468  | 465     |
| Різниця:        |      | -0,64 % |

У селі проживає 460 осіб.
Національний склад населення (за даними останнього перепису населення — 2001 року):
- словаки — 98,95 %,
- українці — 0,42 %,
- чехи — 0,21 %,
- русини — 0,21 %,
- моравці — 0,21 %.

Склад населення за приналежністю до релігії станом на 2001 рік:
- римо-католики — 96,41 %,
- греко-католики — 1,69 %,
- протестанти — 0,21 %,
- православні — 0,21 %,
- не вважають себе вірянами або не належать до жодної вищезгаданої конфесії — 0,63 %.